# Lucilia coeruleiviridis
Lucilia coeruleiviridis este o specie de muște din genul Lucilia, familia Calliphoridae, descrisă de Macquart în anul 1855. Conform Catalogue of Life specia Lucilia coeruleiviridis nu are subspecii cunoscute.